# 戴良純
戴良純，台灣女演員，香港演員劉永第一任妻子，後因家暴受傷，並與劉離婚。之後息影。
1980年戴良純就讀大學二年級時參加香港邵氏電影公司在台灣的招考新人活動，後被取錄簽約五年成為旗下演員並放棄學業赴香港發展

## 電影作品

### 1981年
- 《單程路》
- 《童軍樂》 飾　戴副團長
- 《打雀英雄傳》 飾　燕小姐

### 1982年
- 《三十年細說從頭》
- 《楚留香之幽靈山莊》
- 《幫規》 飾　林雪兒
- 《邪咒》
- 《2.5cm》 飾　白雪公主
- 《青春1000日》

### 1984年
- 《飛狐外傳》 飾　程靈素

## 外部連結
- 戴良純在香港影庫上的簡介
- 戴良純在豆瓣上的资料（简体中文）